# Félix Murcia
Félix Murcia est un directeur artistique et décorateur espagnol né en 1945 à Aranda de Duero.

## Filmographie partielle
- 1982 : Valentina d'Antonio José Betancor
- 1983 : Carmen de Carlos Saura
- 1985 : La Chair et le Sang de Paul Verhoeven
- 1985 : Luces de bohemia de Miguel Ángel Díez
- 1987 : La Forêt animée de José Luis Cuerda
- 1988 : Gallego de Manuel Octavio Gómez
- 1988 : Femmes au bord de la crise de nerfs de Pedro Almodóvar
- 1991 : Le Roi ébahi de Imanol Uribe
- 1993 : Tirano Banderas de José Luis García Sánchez
- 1996 : Bwana de Imanol Uribe
- 1996 : L'amour nuit gravement à la santé de Manuel Gómez Pereira
- 1996 : Le Chien du jardinier de Pilar Miró
- 1997 : Les Secrets du cœur (Secretos del corazón) de Montxo Armendáriz
- 2004 : Adriana de Margarida Gil
- 2008 : Todos estamos invitados de Manuel Gutiérrez Aragón
- 2012 : Todo es silencio de José Luis Cuerda

## Récompenses
- Prix Goya de la meilleure direction artistique pour Dragón Rapide
- Prix Goya de la meilleure direction artistique pour Le Roi ébahi
- Prix Goya de la meilleure direction artistique pour Tirano Banderas
- Prix Goya de la meilleure direction artistique pour Le Chien du jardinier
- Prix Goya de la meilleure direction artistique pour Les Secrets du cœur